# Russische Badmintonmeisterschaft 2011
Die Russische Badmintonmeisterschaft 2011 fand vom 2. bis zum 6. Februar 2011 in Ramenskoje statt.

## Sieger und Platzierte
| Disziplin    | Gold                                 | Silber                           | Bronze                                     |
| ------------ | ------------------------------------ | -------------------------------- | ------------------------------------------ |
| Herreneinzel | Vladimir Ivanov                      | Ivan Sozonov                     | Vladimir Malkov                            |
| Herreneinzel | Vladimir Ivanov                      | Ivan Sozonov                     | Stanislav Pukhov                           |
| Dameneinzel  | Ella Diehl                           | Evgeniya Dimova                  | Tatjana Bibik                              |
| Dameneinzel  | Ella Diehl                           | Evgeniya Dimova                  | Anastasia Prokopenko                       |
| Herrendoppel | Andrej Ashmarin Nikolai Ukk          | Ivan Sozonov Vladimir Ivanov     | Sergey Lunev Nikolai Nikolaenko            |
| Herrendoppel | Andrej Ashmarin Nikolai Ukk          | Ivan Sozonov Vladimir Ivanov     | Alexandr Nikolaenko Vitaliy Durkin         |
| Damendoppel  | Nina Vislova Valeria Sorokina        | Anastasia Russkikh Irina Khlebko | Anastasia Chervyakova Mariya Korobeynikova |
| Damendoppel  | Nina Vislova Valeria Sorokina        | Anastasia Russkikh Irina Khlebko | Olga Golovanova Tatjana Bibik              |
| Mixed        | Alexandr Nikolaenko Valeria Sorokina | Vitaliy Durkin Nina Vislova      | Evgeny Dremin Anastasia Russkikh           |
| Mixed        | Alexandr Nikolaenko Valeria Sorokina | Vitaliy Durkin Nina Vislova      | Sergey Lunev Evgeniya Dimova               |